# 台灣海峽飛彈危機
臺灣海峽飛彈危機（英語：Third Taiwan Strait Crisis，又称第三次臺灣海峽危機、1996年台海危機），是指1996年發生於海峽兩岸之間的一系列軍事緊張事件。
1995年，中華民國總統李登辉訪問美國，引發中國大陸不滿，中華人民共和國為了阻止李登輝在1996年中華民國總統選舉中連任，於是進行以武力威慑台灣的軍事演習，引發危機。中國人民解放軍第二砲兵部隊和南京軍區分別向台灣外海發射飛彈，舉行兩棲登陸作戰演習，美國則緊急調動兩個航母戰鬥群進入台灣海峽，海峽一時戰雲密佈。
最終中國國民黨籍的李登輝在首次公民直接選舉中當選連任中華民國總統。

## 危機歷程
海峡两岸关系自1980年代中华人民共和国改革开放后以经济交流为重，本已日趋缓和。1990年代初因东欧、苏联剧变的情勢，以及六四事件造成中华人民共和国与美国关系恶化，美国不再需要中华人民共和国对抗苏联，转而拉拢中華民國对抗中华人民共和国，双方政治关系日趋紧张，而与此形成对比的是当时双方经济关系并未受到实质影响。

### 背景
1979年1月1日，美国政府在与中华人民共和国政府建交后，废止与中华民国政府签订的《中美共同防禦條約》，改以《台灣關係法》取代之。:449-450《台灣關係法》維持对台在商業、文化及其他方面關係，在军事方面则维持对台军售，但将台湾排除出共同防御体系，美軍協防台灣司令部（USTDC）及駐台美軍顧問團（MAAG）也於1979年4月25日裁撤，駐台美軍全數撤離台灣。
「六四事件」爆發后的1990年代初期，美國对中国大陆实施武器禁运，且因东欧剧变以及苏联解體，美国不再需要拉拢中华人民共和国共同对抗苏联，同時加强对台湾军售，但美國仍视中华人民共和国为经济贸易要地，也并未将台湾纳入协防体系。
李登輝擔任中華民國總統初期，時值解嚴初期，李曾發表演說表示「以三民主义统一中国」。1995年5月22日，美國總統比尔·克林顿决定允许時任中華民國總統李登輝於當年6月的第一周到美國進行非官方的私人訪問，参加康奈爾大學的畢業典禮，打破了將近17年未有中華民國最高層官員訪美的慣例。中華人民共和國政府表示不滿。

### 軍事演習過程

#### 第一階段
1995年7月至11月23日期間，中華人民共和國第一次飛彈發射及軍事演習，表示抗議李登輝訪問美國，期間江澤民等中央軍委高層曾親臨現場觀看演習。1995年7月18日，中华人民共和国官方通訊社新華社發表新聞宣布中国人民解放軍的二砲部隊將於7月21日至28日間，舉行飛彈演習，朝向距離基隆港約56公里的彭佳嶼海域附近試射。1995年12月19日，美國指派尼米茲號航空母艦戰鬥群通過台灣海域。此第一階段大致包含以下行動：
1. 1995年7月21日至7月28日，中华人民共和國從江西鉛山導彈基地試射東風-15短程彈道飛彈六枚，預定目標距台灣富貴角北方約70海浬處。7月21日1時，距離富貴角北方命中區481公里的鉛山基地以東某地點，先後發射兩枚東風15導彈；7月22日零時跟二時，先後試射兩枚東風15導彈；7月24日二時跟四時，先後發射兩枚東風15導彈，六枚均命中目標區。
2. 1995年8月15日至8月25日，解放軍南京軍區出動艦艇59艘、飛機192架次，在東引北方約28海浬處，進行海上攻防演練。
3. 1995年9月15日至10月20日，解放軍陸海空部隊在閩南沿海地區展示艦艇有81艘、飛機610架次。
4. 1995年10月31日到11月23日，解放軍在福建省東山島舉行兩棲登陸作戰操演，出動兵力包括步兵第91師、艦船63艘、飛機50架。

#### 第二階段
1996年3月8日至3月25日期間，第二次飛彈發射及軍事演習。與此同時，台灣即將在3月23日舉行第一次總統直接選舉。飛彈落點在基隆及高雄外海。當時，有消息稱將攻佔馬祖的東莒島。中華民國國軍以及所屬飛彈部隊隨即進入最高警戒狀態。3月8日當天美國立刻宣佈獨立號航空母艦戰鬥群部署到台灣東北海域，並進行大規模的海空聯合演習。1996年3月11日，美國海軍自波斯灣加派尼米茲號航空母艦戰鬥群前往台灣東部海域，預定與獨立號航空母艦戰鬥群會合，為美國結束越戰後在亞洲地區最大的軍事部署。另一方面，中国人民解放军海军潛艇部隊也緊急全部出海抗衡。另外，面對一觸即發的臨戰狀態，美國、日本、菲律賓及馬來西亞等國皆已準備自臺灣撤僑。
中国人民解放军以武力震懾中華民國政權此一階段的過程：
- 1996年3月8日至3月15日，中國人民解放軍在福建永安和南平飛彈部隊基地，進行「聯合九六」導彈射擊演習。發射四枚東風15導彈點火升空，越過台灣海峽。3月8日零時與一時，從永安分別試射兩枚東風15導彈，落在高雄外海西南30至150海里处；而同步時間前後不到十分鐘，3月8日一時，從南平發射一枚東風15導彈，落在基隆外海29海里處。後來，經美国巡洋艦碉堡山號（CG-52）（英语：USS Bunker Hill (CG-52)）巡洋艦在屏東小琉球附近海域陸續偵測到4枚導彈[16]。
- 1996年3月12日至3月20日間，解放軍海、空部隊在東海與南海展開第二次實彈軍事演習。航空兵力之戰術操演和編隊航行、火炮、飛彈射擊及海空聯訓[17]。
- 1996年3月18日至3月25日間，解放軍海、陸、空部隊展開第三次登陸聯合作戰的軍事演習，演習地點平潭島離台灣的島嶼不足70海浬。演練項目包括三棲登陸、空降及山地作戰演練。時任中央軍委副主席張萬年親臨觀看演習[18]。
- 歐美國家部分觀點認為，解放军當時想攻佔中華民國的部分控制島嶼以恫嚇中華民國政府，但目標不是東莒岛而是孤立海上的烏坵島。中華人民共和國對此未作官方正式評論。[來源請求]

由於當時中華民國國軍還沒有可執行對飛彈系統進行「源頭反制」的武器裝備，基於解放军的導彈威脅，國軍當時缺乏反飛彈系統設備。時任中華民國參謀總長羅本立一級上將當年因此緊急下令要求中山科學研究院，將4枚天弓二型飛彈緊急改造成為地對地戰術飛彈，並前推部署在某外島。稱為「天弓2S」彈。只要解放军對台灣本島發射飛彈，國軍就以此彈實施反擊。此外，中華民國陸軍調派一個工蜂六型多管火箭連、一個M60A3戰車營，秘密從台灣部署至金門、並有戰車排部署到東莒島；及一個工蜂六型多管火箭排更部署到最前線的大膽島以福建省廈門電廠等為目標，一旦解放军攻台，國軍立即實施報復性攻擊。此外，中華民國海軍派遣海虎號潛艦滿載魚雷潛伏在共軍船團必經海域，長達1個月之久，執行密令的艦長為李喜明少將。此期間，羅本立上將親赴外島前線、據點視察多達12次。中華民國國防部在大選前也秘密派遣國防部參謀本部作戰、情報主管兩名中將（其中一名是帥化民）親赴美國，向美國國防部高層說明中華民國的因應方案，並帶回美方承諾。

### 間諜洩密案
據中華民國前國防部軍事情報局六處副處長龐大為說，1996年時，解放軍一份「聯合九六一」演習計划被间谍劉連昆洩露給中華民國。這份計划顯示，如果選舉出現「最壞的結果」時，「聯合九六一」軍事演習隨時可以變成真正的軍事行動。當時中華民國政府獲得此一計划後，立刻傳達此一消息給美國，美國因而派遣尼米茲號航空母艦與獨立號航空母艦靠近台海，以具體行動阻止了中華人民共和國武力攻台的軍事企圖。解放軍後來在美國壓力下，修改了這項行動方針，採取「三不原則」，即

一、發射飛彈不會飛越台灣本島上空，
二、海軍空軍不超越台海中線，
三、即使舉行登陸演習，不會實際去占領台灣的島嶼等。
四、解放軍在演習時發射了飛彈，但沒有使用實彈的彈頭。
當時中華民國軍情局六處副處長龐大為特地到中華人民共和國，與劉連昆會面，獲得相關導彈演習機密資料後，即將機密資料交付中華民國國防部軍事情報局間諜李志豪帶回台灣；但李志豪的真實身份為中華人民共和國国家安全部間諜，他將資料送回中華人民共和國，導致劉連昆身分曝光 。
1999年，劉連昆连同邵正宗被中華人民共和國军事法庭判处死刑。不久，他们入祀中華民國國民革命忠烈祠。

### 兩岸密使
2019年4月，前中華民國總統府資政曾永賢接受日本產經新聞社訪問時揭露，他在1992年，在李登輝總統指示下，開始與中國大陸政府進行秘密接觸；同年底，曾永賢密訪北京，獲得當時中華人民共和國主席楊尚昆親自接待，此後與中國共產黨高層建立機密聯絡管道。曾永賢說，1995年7月初，他在自宅接收到對岸高層消息，之後至總統府向李登輝進行匯報；向總統轉述消息稱，中共告知人民解放軍將在2週後進行飛彈試射，但不會直接攻擊台灣本島，請中華民國當局保持冷靜，不要採取軍事報復行動，導致情勢升溫；兩週後，中國人民解放軍實施了飛彈演習。

## 美軍作戰序列（1996年3月－1996年5月）

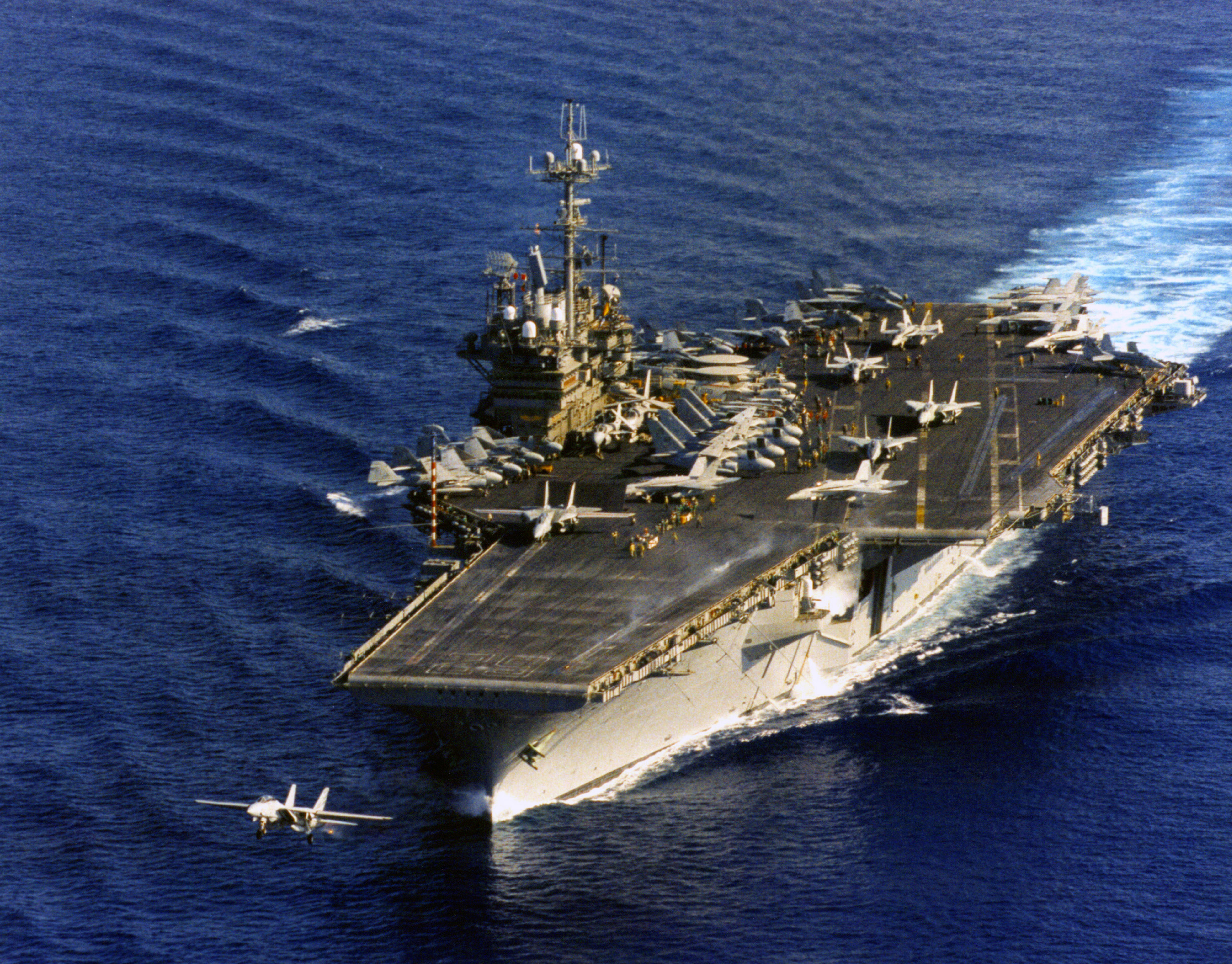
台海飛彈危機時部署在台灣東北方海域的獨立號航空母艦 (CV-62)，攝於1996年3月10日

### 美國海軍第七艦隊（U.S. 7th Fleet）
- 第5航空母艦戰鬥群（Carrier Group 5） -（東海）
  - 獨立號航空母艦 (CV-62) - 福萊斯特級航空母艦
    - 第5艦載機聯隊（英语：Carrier Air Wing Five） [24]，垂直尾翼代碼：NF
      - 第154戰鬥攻擊機中隊「黑騎士」，裝備F-14A雄貓式戰鬥機，攜帶戰術機載偵察吊艙系統（英语：Tactical Airborne Reconnaissance Pod System） [25]
      - 第192戰鬥攻擊機中隊「黃金龍」，裝備F/A-18C大黃蜂式戰鬥攻擊機
      - 第195突擊戰鬥機中隊「大砲」（英语：VFA-195 (U.S. Navy)），裝備F/A-18C大黃蜂式戰鬥攻擊機
      - 第115攻擊中隊「老鷹」（英语：Strike Fighter Squadron 115），裝備A-6闖入者式攻擊機
      - 第136電子攻擊中隊「護手」（英语：VAQ-136），裝備EA-6徘徊者式電子作戰機
      - 第21海上控制中隊「戰鬥紅尾」（英语：Sea Control Squadron 21），裝備S-3維京式反潛機
      - 第115航母艦載預警中隊「自由鐘」（英语：VAW-115），裝備E-2C鷹眼空中預警機
      - 第5艦隊空中偵察中隊「海影」，裝備E-S3暗影，第A支隊（Det.A）
      - 第14直升機海上作戰中隊「衝鋒隊」（英语：HS-14），裝備SH-60F/HH-60海鷹直升機

    - 碉堡山號（提康德羅加級飛彈巡洋艦）-於台灣東南部海域脫離戰鬥群[26]
    - 夏威夷號（英语：USS Hewitt (DD-966)）（史普魯恩斯級驅逐艦）[26]
    - 奧布萊恩號（英语：USS O'Brien (DD-975)）（史普魯恩斯級驅逐艦）[26]
    - 麥克拉斯基號（英语：USS McClusky (FFG-41)）（派里級巡防艦）[27]
- 第7航空母艦戰鬥群（Carrier Group 7） -（台灣海峽）
  - 尼米茲號航空母艦 (CVN-68) - 尼米茲級核動力航空母艦
    - 第9艦載機聯隊（英语：Carrier Air Wing Nine）[28]，垂直尾翼代碼：NG
      - 第24戰鬥機中隊「戰鬥叛徒」（英语：VF-24），裝備F-14A雄貓式戰鬥機
      - 第211戰鬥機中隊「戰鬥將死」（英语：VF-211），裝備F-14A雄貓式戰鬥機，攜帶戰術機載偵察吊艙系統[29]
      - 第146戰鬥攻擊機中隊「藍鑽」（英语：VFA-146），裝備F/A-18C大黃蜂式戰鬥攻擊機「夜攻」
      - 第147戰鬥攻擊機中隊「阿爾戈英雄」（英语：VFA-147），裝備F/A-18C大黃蜂式戰鬥攻擊機「夜攻」
      - 第165攻擊中隊「嬰兒潮」（英语：VA-165 (U.S. Navy)），裝備A-6E闖入者式攻擊機
      - 第138電子攻擊中隊「黃色夾克」（英语：VAQ-138），裝備EA-6徘徊者式電子作戰機
      - 第33偵察中隊「螺絲鳥」（英语：VS-33），裝備S-3維京式反潛機
      - 第112航母艦載預警中隊「金鷹隊」（英语：VAW-112），裝備E-2C鷹眼空中預警機
      - 第5艦隊空中偵察中隊「海影」（Fleet Air Reconnaissance Squadron 5 (VQ-5) - Sea Shadows），第C支隊（Det.C）
      - 第8直升機海上作戰中隊「八球手」（英语：HS-8），裝備SH-60F/HH-60海鷹直升機

    - 皇家港號（英语：USS Port Royal (CG-73)）（提康德羅加級飛彈巡洋艦）[30]
    - 奧爾登多夫號（英语：USS Oldendorf (DD-972)）（史普魯恩斯級驅逐艦）[31]
    - 卡拉漢號（英语：USS Callaghan (DDG-994)）（紀德級驅逐艦）[32]
    - 福特號（英语：USS Ford (FFG-54)）（派里級巡防艦）[33]
- 貝洛伍德號（Belleau Wood SAG） -（台灣海峽）[34][35]
  - 貝洛伍德號 (LHA-3)（英语：USS Belleau Wood (LHA-3)） - 塔拉瓦級兩棲突擊艦
    - 第31海軍陸戰隊遠征部隊（英语：31st Marine Expeditionary Unit）[36]
      - 第5海軍陸戰隊第1營（英语：1st Battalion, 5th Marines）（海軍陸戰隊步兵營）
      - 第31戰鬥後勤營（英语：Combat Logistics Battalion 31）
      - 陸戰隊第311戰鬥攻擊機中隊「熊貓」（英语：VMA-311），裝備AV-8B獵鷹II式攻擊機
      - 海洋輕型攻擊直升機分遣隊（HMLA Det）（英语：HMLA-775），裝備AH-1W超級眼鏡蛇直升機與UH-1N雙休伊直升機
      - 陸戰隊第466重型直升機中隊「狼群」（英语：HMH-466），裝備CH-53E超級種馬直升機
      - 第265海洋中型傾轉旋翼機中隊「龍」（英语：VMM-265），裝備CH-46E海騎士直升機

## 影響

### 總統選舉結果
由於中國人民解放軍進行飛彈演習是針對著時任總統李登輝的，讓不少選民轉向支持李登輝。使得李登輝及連戰成功擊敗其他候選人，當選正副總統。 
| 1        | 陳履安、王清峰 | 無黨籍        | 1,074,044票 | 9.98%                              |                                    |
| 2        | 李登輝、連戰   | 中國國民黨    | 5,813,699票 | 54.00%                             | 當選                               |
| 3        | 彭明敏、謝長廷 | 民主進步黨    | 2,274,586票 | 21.13%                             |                                    |
| 4        | 林洋港、郝柏村 | 無黨籍        | 1,603,790票 | 14.90%                             |                                    |
| 選舉日期 | 選舉日期       | 1996年3月23日 | 選舉人數    | 14,313,288人                       | 14,313,288人                       |
| 投票率   | 投票率         | 76.04%        | 投票人數    | 有效：10,766,119人 無效：117,160人 | 有效：10,766,119人 無效：117,160人 |

### 勵新專案
危機期間不少國軍軍官滯留海外未歸成為「逃官」，因此李登輝親自下令，1995年10月13日起實施勵新專案，針對1995年以及之前「逃官」滯留國外未歸的軍官，「只要返國，就不以軍法處置，可以直接退伍」，同年12月底結束，共有逃員244人到案，連同實施前已偵審中的逃犯148名均從寛處理；已在監執行中的逃犯亦從寛辦理假釋，共277名核准假釋出獄。

### 引用
1. 1 2  . 中国中央电视台. 《军旗飘飘——新中国50年军事大事述实》.   [2022-07-21]. （原始内容存档于2022-07-21） （中文（简体））. 中共中央总书记、国家主席、中央军委主席江泽民观看了这次海上演习。中共中央政治局常委、中央军委副主席刘华清上将，中央军委副主席张震上将、张万年上将、迟浩田上将……
2. 1 2  .   [2020-10-28]. （原始内容存档于2020-12-22）.
3. ↑   (PDF). : 42~43  [2011-05-13]. （原始内容存档 (PDF)于2019-04-03）.
4. ↑  許朗軒.  台三版. 台北: 正中書局. 1987.
5. ↑  黃剛. . 臺灣商務印書館. 1995: 134-135. ISBN 957-05-1218-0.
6. ↑  郭秋慶.  (PDF). 淡江大學.   [2013-12-28]. （原始内容存档 (PDF)于2014-10-13） （中文（繁體））.
7. ↑  Wendell Gordon. . 美國阿蒙克: M. E. Sharpe. 1994年11月: 第167頁  [2013-12-28]. ISBN 978-1563244001. （原始内容存档于2020-12-09） （英语）.
8. ↑  .   [2007-05-16]. （原始内容存档于2007-02-16）.
9. ↑  美軍航空母艦訪港時機引揣測 （页面存档备份，存于），〈TVBS〉
10. ↑  中國軍演十個月 美航艦入台海 （页面存档备份，存于），《自由時報》
11. ↑  台海軍事衝突時美國干預之可能性分析 （页面存档备份，存于），《國家政策論壇》
12. ↑  〈台海緊張他們也怕怕 菲律賓擬定撤僑計畫〉，《經濟日報》。1996年2月28日。
13. ↑  〈美與大馬安排撤僑準備作業〉，《聯合報》。1996年3月19日。
14. ↑  〈日首相指示研擬撤僑對策〉，《聯合報》。1996年3月24日。
15. 1 2  . China Central Television.   [2019-07-26]. （原始内容存档于23 September 2015） （中文）.
16. ↑  亓樂義：96軍演 我曾考慮把事情搞大 逼國際介入，《中國時報》。2006年3月8日
17. ↑  童振源：1996台海危機虛實，《中國時報》。2006年3月1日
18. ↑  . 中国中央电视台. 《军旗飘飘——新中国50年军事大事述实》.   [2022-07-21]. （原始内容存档于2022-07-21） （中文（简体））. 中央军委副主席张万年观看了演习。
19. ↑  雷明正. . 中評社. 2020-10-22  [2021-02-17]. （原始内容存档于2022-03-18）.
20. ↑  . 蘋果日報.   [2018-03-27]. （原始内容存档于2018-08-03） （中文（臺灣））.
21. ↑  陳耀宗. . 風傳媒. 2015-10-11  [2015-11-09]. （原始内容存档于2015-10-14）.
22. ↑  陳世昌. . 世界新聞網. 2010-09-05  [2010-09-07]. （原始内容存档于2014-10-27）.
23. ↑  林翠儀. . 自由時報即時新聞. 2019-04-03  [2019-04-03]. （原始内容存档于2020-11-26）.
24. ↑  . gonavy.jp.   [2022-01-08]. （原始内容存档于2021-12-01）.
25. ↑  . www.anft.net.   [2022-01-08]. （原始内容存档于2022-04-10）.
26. 1 2 3   (PDF). United States Navy. 1996  [2022-04-08]. （原始内容存档 (PDF)于2022-02-11）.
27. ↑   (PDF). United States Navy. 1996  [2022-04-08]. （原始内容存档 (PDF)于2022-01-08）.
28. ↑  . gonavy.jp.   [2022-01-08]. （原始内容存档于2022-01-08）.
29. ↑  . www.topedge.com.   [2022-01-08]. （原始内容存档于2021-08-25）.
30. ↑  . www.globalsecurity.org.   [2022-01-08]. （原始内容存档于2022-01-08）.
31. ↑  . edition.cnn.com.   [2022-01-08]. （原始内容存档于2022-01-08）.
32. ↑  . public2.nhhcaws.local.   [2022-01-08] （美国英语）.[]
33. ↑   (PDF). United States Navy. 1996  [2022-04-08]. （原始内容存档 (PDF)于2022-02-11）.
34. ↑   (PDF). United States Marine Corps. 1996  [2024-01-22]. （原始内容存档 (PDF)于2023-06-26）.
35. ↑   (PDF). United States Marine Corps. 1996  [2024-01-22]. （原始内容存档 (PDF)于2023-06-26）.
36. ↑  . gonavy.jp.   [2022-01-08]. （原始内容存档于2022-01-08）.
37. ↑  黃年 著：《李登輝的憲法變奏曲》，聯經出版。
38. ↑  陳東龍. . 自立早報. 1995-10-16: 1.
39. ↑  行政院新聞局 (编). . . 正中書局. 1996-11: 671. ISBN 9570910852.
40. ↑  . 2025-04-02.

## 外部連結
- 1996年臺海危機內幕 （页面存档备份，存于）
- 九五、九六年台海危機
- 柯林頓政府臺海危機決策制訂過程─個案研究
- 中國臺海試射的導彈被美方撈獲 揭出技術機密[永久]
- 危機與武力使用：1995-1996年臺海危機的再省思[永久]
- 台灣對於大陸在1995-1996年及1999-2000年武力威脅的反應 （页面存档备份，存于）
- 危機管理的理論與實踐－1996年美國政府處理臺海飛彈危機的研究[永久]